# Leptohyphes albipennis
Leptohyphes albipennis is een haft uit de familie Leptohyphidae. De wetenschappelijke naam van de soort is voor het eerst geldig gepubliceerd in 2006 door Molineri & Zuniga.
De soort komt voor in het Neotropisch gebied.